# Ким Дахён
Ким Дахён (кор. 김다현?, 金多賢?; род. 28 мая 1998 года, Соннам, Кёнгидо), более известная как Дахён, — южнокорейская певица, танцовщица, рэпер и актриса. Является участницей гёрл-группы Twice, сформированной в 2015 году лейблом звукозаписи JYP Entertainment.

## Ранняя жизнь и образование
Ким Дахён родилась 28 мая 1998 года в Соннаме, провинция Кёнгидо, Республика Корея. У неё в семье, помимо родителей, есть старший брат Мёнсу. Впервые девушка стала известна публике в 2011 году, когда на YouTube было опубликовано видео со знаменитым «танцем орла», которое впоследствии стало вирусным. В средней школе она участвовала в танцевальном конкурсе, где самостоятельно поставила танец и сочинила музыку, и её заметили работники JYP Entertainment. Известно, что Дахён проходила прослушивания в YG Entertainment и SM Entertainment одновременно с JYP, и решила выбрать последний. Официально девушка стала стажёркой 7 июля 2012 года. В предебютный период появлялась в видеоклипах «Stop Stop It» Got7 и «R.O.S.E» Уёна.
В марте 2016 года Дахён поступила в старшую школу искусств Ханлим вместе с Чхэён. 10 февраля 2017 года окончила её.

## Карьера

### 2015—настоящее время: «Sixteen», дебют в Twice и сольные начинания

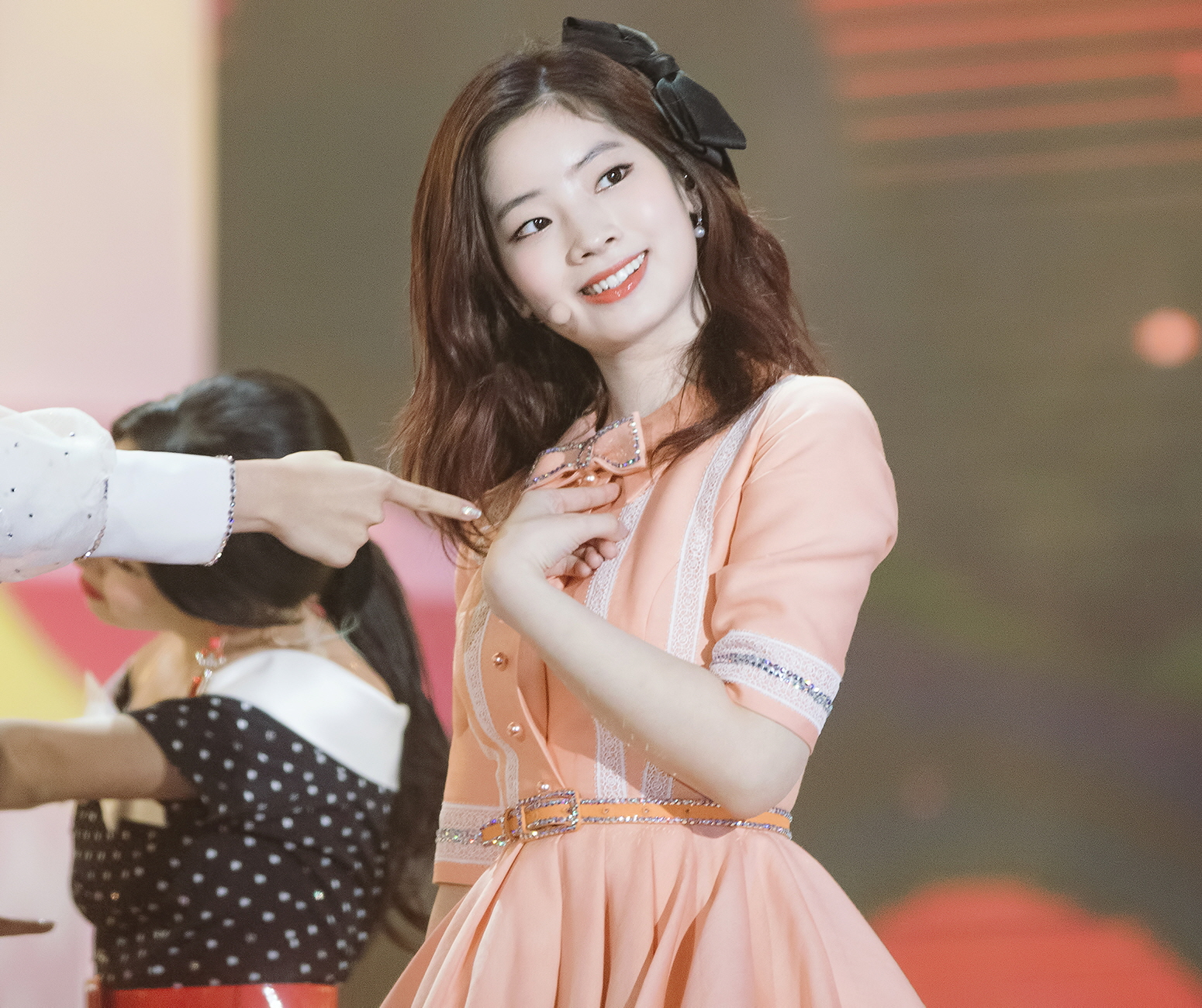
Дахён на Melon Music Awards, декабрь 2017 года

В апреле 2015 года стало известно, что JYP совместно с Mnet приступит к съёмкам реалити-шоу «Sixteen», где шестнадцать трейни агентства будут бороться за шанс дебютировать в составе новой женской группы Twice, где в финальном составе окажется только семь участниц; Дахён была подтверждена как одна из девушек, кто примет участие в шоу. На протяжении всех эпизодов девушка была одной из популярных участниц и в финале попала в группу, однако в последний момент Пак Чинён изменил решение, и в состав Twice вошли уже девять человек — были добавлены Момо и Цзыюй.
Дебют Twice состоялся 20 октября 2015 года с мини-альбомом The Story Begins. Значительной популярности группа добилась весной 2016 года с выходом сингла «Cheer Up», который стал хитом в Корее и позволил одержать победу в номинации «Песня Года» на Mnet Asian Music Awards, что ознаменовало первый дэсан в карьере коллектива.
Дахён также была MC на телевидении: была ведущей фестивалей Korean Music Wave вместе с Ви из BTS и KBS Song Festival с Чином из BTS и Чханёлем из EXO, становилась ведущей ежегодной музыкальной премии Gaon Chart K-Pop Awards в 2018 году вместе с Итхыком из Super Junior.
4 мая 2024 года было объявлено, что Дахён дебютирует в независимом фильме Бегу к тебе. Она также снялась в фильме Ты — зеница моего ока, корейском ремейке одноименного тайваньского фильма 2011 года. Премьера фильма состоялась на 29-м Пусанском международном кинофестивале в октябре 2024 года. 10 сентября Дахён дебютировала на подиуме Недели моды в Нью-Йорке в коллекции Michael Kors весна/лето 2025 .

## Сотрудничество
В марте 2021 года Дахён и ее коллега по группе Сана были выбраны моделями бренда средств по уходу за кожей A'pieu . В апреле 2022 года Дахён продлила контракт с A'pieu до 2024 года. В июле 2023 года Дахён была назначена глобальным послом американского модного бренда Michael Kors.

## Дискография
| Год  | Артист | Песня                   | Альбом                  |
| ---- | ------ | ----------------------- | ----------------------- |
| 2017 | Twice  | «Missing U»             | Twicetagram             |
| 2019 | Twice  | «Trick it»              | Feel Special            |
| 2019 | Twice  | «21:29»                 | Feel Special            |
| 2020 | Twice  | «Bring It Back»         | Eyes Wide Open          |
| 2020 | Twice  | «Queen»                 | Eyes Wide Open          |
| 2021 | Twice  | «Scandal»               | Taste of Love           |
| 2021 | Twice  | «SOS»                   | Taste of Love           |
| 2021 | Twice  | «Cruel»                 | Formula of Love: O+T=<3 |
| 2022 | Twice  | «Celebrate»             | Celebrate               |
| 2022 | Twice  | «Tick Tock»             | Celebrate               |
| 2022 | Twice  | «That’s all I’m saying» | Celebrate               |
| 2022 | Twice  | «Gone»                  | Between 1&2             |
| 2022 | Twice  | «When We Were Kids»     | Between 1&2             |
| 2023 | Twice  | «Blame It on Me»        | Ready to Be             |
| 2023 | Twice  | «Crazy Stupid Love»     | Ready to Be             |
| 2024 | Twice  | «You Get Me»            | With YOU-th             |
| 2024 | Twice  | «Keeper»                | Strategy                |

## Фильмография

### Фильмы
| Год  |   | Русское название                  | Оригинальное название          | Роль              |
| ---- | - | --------------------------------- | ------------------------------ | ----------------- |
| 2016 | ф | В тайфун перевелся новый студент  | Replies That Makes Us Flutterx | Камео             |
| 2018 | ф | TwiceLand                         | TwiceLand                      | В роли самой себя |
| 2025 | ф | Ты самое дорогое, что у меня есть | You Are the Apple of My Eye    | Сон-А             |
| TBA  | ф | Бегу к тебе                       | Run To You                     | Джиын             |

### Телевизионные сериалы
| Год |   | Русское название | Оригинальное название | Роль   |
| --- | - | ---------------- | --------------------- | ------ |
| TBA | с | Люби меня        | Love Me               | Джихён |

### Теле-шоу
| Год         | Название                          | Роль      | Телеканал   | Примечания                                |
| ----------- | --------------------------------- | --------- | ----------- | ----------------------------------------- |
| 2015        | Sixteen                           | Участница | Mnet        | Шоу на выживание                          |
| 2016        | Weekly Idol                       | Участница | MBC Every 1 | «Айдолы — лучший уголок» (Эпизод 249—283) |
| 2016        | Real Man                          | Участница | MBC         | Женский выпуск 4 (7 серий)                |
| 2019 — 2022 | Idol Star Athletics Championships | Ведущая   | MBC         | [ 29 ]                                    |